# Fossato di Vico
Fossato di Vico é uma comuna italiana da região da Úmbria, província de Perúgia, com cerca de 2.460 habitantes. Estende-se por uma área de 35 km², tendo uma densidade populacional de 70 hab/km². Faz fronteira com Fabriano (AN), Gualdo Tadino, Gubbio, Sigillo.

## Demografia
| Variação demográfica do município entre 1861 e 2011                               |
|                                                                                   |
| Fonte: Istituto Nazionale di Statistica (ISTAT) - Elaboração gráfica da Wikipedia |